# 정익원
정익원(1923년 ~ 2008년)은 대한민국의 전 검사, 변호사이다.
휘문고등학교와 서울대학교 법과대학을 졸업하고 고등고시(현 사법시험)를 수석으로 합격하였다. 같은 회 시험에 동생인 정태원 전 대법원 판사(현 대법관)과 동시에 합격해 화제가 되었다.
호남 출신 최초의 검사장으로 법무부 기획관리실장, 광주지방검찰청 지검장, 대구지방검찰청 지검장, 부산지방검찰청 지검장 등을 역임하였다. 유력한 검찰총장 후보로도 거론이 되었으나, 유신 이후에 호남 출신이라는 이유로 배제당했다. 1979년 변호사를 개업하였다.